# Лабутін Сергій Петрович
Сергій Петрович Лабутін (нар. 13 травня 1953, м. Холмськ, Сахалінська область) — український письменник.
Закінчив Холмське морехідне училище та Інгулецький гірничо-рудний технікум, лісовий інститут, Європейский університет права "JUSTO". Правозахисник.
Пише російською та українською мовами. Написав сімнадцять книг поезії та прози: «Давай поговорим», «Черемуховий август», «Колдун-гора», «Матушка-речка», «Тайна Золотой долины», «Матушка-речка — 2», «Горечь исповеди», «Агент советского гестапо», «Отчие думы», «Девочка на обочине» «Лицари сучасної освіти», «Энергия созидания» та ін.
У співпраці з українськими і російськими композиторами створив низку пісень, які виконують артисти України і Росії в Україні, Росії, Італії, Ізраїлі.
Лауреат літературної премії «Гілка золотого каштана», лауреат української «Літературної премії ім. Кржижанівського», переможець міжнародного літературного конкурсу в номінації «Проза» (2008 рік).
Заступник голови київської організації Національної спілки письменників України з міжнародних зв'язків (1996–2001 роки), віце-президент Української асоціації письменників художньо-соціальної літератури (1996–2008 роки). Експерт Російської Академії літературної експертизи ім. В. Г. Бєлінського, Почесний професор Європейського інституту "JUSTO".  Дійсний член Міжнародної слов'янської Академії наук, освіти, мисцтецтв та культури. Створив чотири телевізійних фільми: «Здравствуй, земля», «Молитви Старого Дніпра», «Не доводить до покаяния», «Гость в своем доме». З 2011-2015 р.р. - повноважний представник Війська Запорозького в Сахаліно-Курільскому окружному козацькому товаристві, генерал-осавул у відставці.